# Richmal Cromptonová

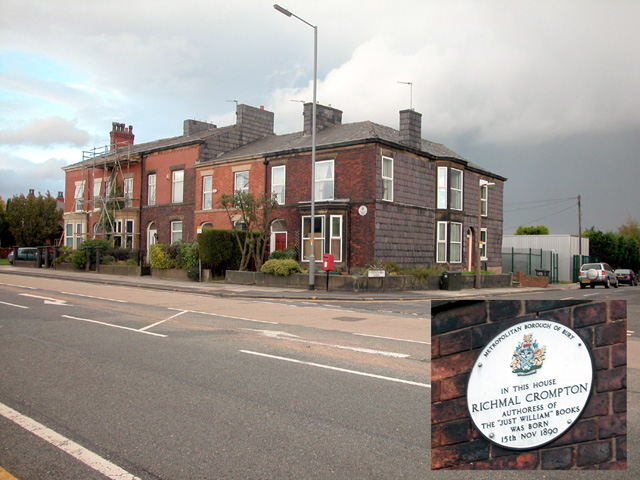
Rodný dům Richmal Cromptonové

Richmal Cromptonová (15. listopadu 1890 Bury - 11. ledna 1969 Farnborough) byla anglická spisovatelka, úspěšná svými dětskými knížkami o Williamovi. V češtině jsou známé pod titulem Jirka, postrach rodiny.
Narodila se v severoanglickém městě Bury v rodině pastora, pracovala jako učitelka latiny. Napsala přes čtyřicet psychologických společenských románů, které dávno upadly do zapomnění. Daleko větší úspěch měla její kniha Just William, vydaná roku 1922. Popisovala uličnictví školáka Williama Browna a jeho party Psanců.
Čtenáři si rychle vynutili pokračování. Nakonec Cromptonová napsala 50 knih o Williamovi. V těch posledních využívala aktuální rekvizity jako televizi nebo lety do vesmíru. Přitom sama autorka byla bezdětná, postava Williama je inspirována jejím bratrem a synovcem. Série získala oblibu jako typická ukázka anglického humoru, byla také zfilmována.
Do českého prostředí uvedl Williamovy příběhy jako první nakladatel J. R. Vilímek, který je vydával od roku 1935. Většinu překladů pro něj zajišťoval překladatel J. A. Trpák. Pro hlavního hrdinu zvolil pro české prostředí příhodnější jméno Jirka, čehož se drží i ostatní překladatelé.

## Překladatelé českých knih o Jirkovi
- Jaroslav Arnošt Trpák, 1935–1940
- Dr. Jaroslav Jedlička, 1935
- Jarmila Emmerová, po r. 1969